# Тюэн, Рауль де
Рауль Шарль де Тюэн (фр. Raoul Charles de Thuin, 1890—1975) — фальсификатор и филателистический дилер, который первоначально был гражданином Бельгии, но работал в Мериде (Юкатан, Мексика), где он со временем стал натурализованным гражданином. Работа де Тюэна считалась настолько опасной для филателии, что его инструменты и запасы были куплены Американским филателистическим обществом в 1966 году, чтобы ограничить его деятельность.

## Происхождение и путешествия
Де Тюэн заявил, что он занялся «работой» на ниве филателии ещё в 1916 году, а филателистическое сообщество услышало о нём в период между двумя мировыми войнами.
В 1927 году у него был магазин «Maison de Thuin» на бульваре Ламбермон, д. 35 в Брюсселе (Бельгия). Оказываемые им услуги включали удаление фискальных гашений с британских почтовых марок и нанесение поддельных надпечаток на почтовые марки Сиама.
В письме 1969 года Карлу Уолске де Тюэн заявил, что был хорошим другом Анджело Панелли, который был тесно связан с фальсификатором Эразмо Онельей. Фотографию де Тюэна 1927 года можно увидеть в труде об Онелье, написанном Робсоном Лоу и Карлом Уолске.
Согласно сообщениям мексиканских газет того времени, найденным Американским филателистическим обществом, де Тюэн впервые приехал в Мексику в 1931 году в качестве «журналиста», скрывающегося от французской и бельгийской полиции, которая разыскивала его за фальсификации. Затем он был выслан из Мексики за организацию группы фальшивомонетчиков с участием государственных должностных лиц, переехал в Тегусигальпу (Гондурас), где был заключён в тюрьму, а затем выслан в 1936 году. Он жил в Белизе некоторое время после 1936 года и вернулся в Мехико к началу 1940-х годов. Затем он, кажется, поселился в Мериде (Мексика) к 1946 году. В 1968—1969 году он переехал в Гуаякиль (Эквадор), родной город его жены — самое большое сожаление в его жизни.

## Фальсификаторская деятельность
Де Тюэн специализировался на подделке надпечаток на почтовых марках стран Центральной и Южной Америки, особенно Мексики, превращая самые обычные марки в раритеты. Также он копировал иллюстрации, которые видел в журналах, иногда повторяя ошибки оригинального иллюстратора в случаях, когда не располагал оригиналом для образца. Считается, что он не изготавливал марки полностью, кроме классических выпусков Мексики.
Робсон Лоу сравнивал де Тюэна (не в его пользу) с Жаном де Сперати, которого Лоу считал превосходным мастером. Он отметил, что задолго до того, как истинная личность де Тюэна была установлена, его произведения были распознаны британскими филателистами, которые назвали его Джорджем (George). Лоу сообщил, что де Тюэну приписывали следующее высказывание: «Мне совсем не совестно за обман всех этих глупых людей. Они просто фанатики, которые пренебрегают своими семьями ради своей страсти.» Также сообщалось, что де Тюн говорил, что, хотя у него было только три жены, у него было четыреста любовниц, которые родили ему двадцать пять детей.
Метод реализации фальшивок де Тюэна заключался в использовании одного из псевдонимов для отправки коллекционерам, преимущественно в США, листов с прикреплёнными почтовыми марками для отбора ими нужных им марок, на которых несколько подлинных обычных почтовых марок сочетались с изготовленными им подделками более редких марок. Многие коллекционеры были обмануты им, к примеру, в 1962 году в Лондоне был отменён аукцион по продаже 498 лотов классических почтовых марок Мексики, принадлежащих профессору Ормеру Лизаме (Hormer Lizama), когда выяснилось, что лоты состоят в основном из подделок де Тюэна.

## Псевдонимы
Де Тюэн действовал, используя различные псевдонимы и сообщников, в том числе:
- Магазин Майя (The Maya Shop)
- Рауль Ч. де Тюэн (Raoul Ch. de Thuin)
- Гильда Риверо Мендоса (Gilda Rivero Mendoza)
- Гильда Риверо де Тюэн (Gilda Rivero de Thuin)
- Гильда Риверо Мендоса де Тюэн (Gilda Rivero Mendoza de Thuin)
- Тельма Салазар (Thelma Salazar)
- Бланка Соберанис (Blanca Soberanis)
- Сокорро Дюран М. (Socorro Duran M.)
- Бельгийская экспортная компания (Belgian Export Company)
- Французское филателистическое агентство (French Philatelic Agency)
- Свободное французское филателистическое агентство (Free French Philatelic Agency)
- Филателистическое агентство Мериды (Mérida Philatelic Agency)
- Р. Г. Кнапен (R. G. Knapen)

Гильда Риверо Мендоса была супругой де Тюэна, а один из заявителей в 1947 году утверждал, что «Р. Г. Кнапен» было настоящим именем де Тюэна.
Многочисленные псевдонимы призваны были обходить судебные приказы о мошенничестве, которые не позволяли почтовому ведомству США пересылать почтовые отправления, адресованные конкретным лицам или фирмам.

## Конец деятельности
В 1960-х годах Американское филателистическое общество начало кампанию по вытеснению де Тюэна из бизнеса через созданный «Комитет пяти», и после длительных переговоров большая часть запасов и оборудования де Тюэна была куплена Американским филателистическим обществом в декабре 1966 года, чтобы убрать его с рынка. Впоследствии Американское филателистическое общество выпустило справочное руководство о его работе объёмом более 500 страниц, однако есть свидетельства того, что де Тюэн продолжал изготовление подделок или, по крайней мере, продажу их из имеющихся запасов ещё длительное время после этого.
Ещё в 1974 году он всё еще занимался этим в Гуаякиле (Эквадор), хотя, похоже, что старость и плохое зрение сильно ограничили его деятельность. В личной переписке 1974 года он заявил, что купил там виллу и женат на эквадорской гражданке. Хотя де Тюэн почти ослеп, он всё еще мог заниматься своей деятельностью и путешествовать, поскольку, по его словам, недавно он навестил своих родственников в Рио-де-Жанейро.
Он умер 23 апреля 1975 года.